# Verordnung, die Erhaltung der im Lande befindlichen Monumente und Altertümer betreffend
Die Verordnung, die Erhaltung der im Lande befindlichen Monumente und Altertümer betreffend (Verordnung, die Erhaltung der im Lande befindlichen Monumente und Alterthümer betreffend, seit 1826: Verordnung, die Erhaltung der im Lande befindlichen Denkmäler und Altertümer betreffend) vom 22. Dezember 1780 wurde von Landgraf Friedrich II. von Hessen-Kassel als eine der ersten denkmalschützenden Rechtsvorschriften in Deutschland erlassen.

## Inhalt
Die Verordnung besteht aus der Überschrift, einer Präambel, acht nummerierten Absätzen und der Schlussformel. Die Präambel nennt den Beweggrund, warum Friedrich II. die Verordnung erlässt: Die „Monumente und Alterthümer“ in Hessen-Kassel sollen möglichst erhalten werden. Die Verordnung ist damit eine der frühesten denkmalschützenden Rechtsvorschriften in Deutschland. Mit dem Begriff „Monumente“ werden in erster Linie Baudenkmäler erfasst, mit dem Begriff „Altertümer“ bewegliche Kulturdenkmäler. Die folgenden Ziffern enthalten im Einzelnen die Regelungen:
1. Bei Baumaßnahmen an öffentlichen Gebäuden soll darauf geachtet werden, dass sie historische Zeugnisse, seien sie Teil des Gebäudes, seien es Ausstattungsstücke, nicht beschädigt, beseitigt oder unkenntlich gemacht werden.
2. Lässt es sich nicht vermeiden, dass bei solchen Arbeiten historische Zeugnisse vorübergehend oder endgültig entfernt werden müssen, so sollen sie bewahrt und abschließend möglichst wieder an ihrem ursprünglichen oder einem passenden Ort aufgestellt werden. Den Pfarrern wird aufgetragen ein besonderes Augenmerk auf historische Kirchen zu haben, an oder in denen Veränderungen vorgenommen werden.
3. Wenn bei Abbruch von Gebäuden oder Reparaturen in Grundsteinen oder an anderer Stelle alte Dokumente oder Münzen gefunden werden, soll das genau protokolliert und das Protokoll der Regierung übersandt werden.
4. Den Bauhandwerkern wird unter Strafandrohung verboten, an Wappensteinen oder Steinen, die Inschriften tragen, zu arbeiten, wenn das nicht vorher in Kirchen mit dem Pfarrer, bei weltlichen Gebäuden von der örtlichen Obrigkeit genehmigt wurde.
5. Historische Zeugnisse, die schlecht erhalten oder vom Verfall bedroht sind, sollen schnellstmöglich dokumentiert werden.
6. Werden Münzen als Bodendenkmal gefunden, soll der Finder sie dem nächsten Beamten anzeigen, der dann darüber entscheidet, ob der Staat sie übernimmt („relatives Schatzregal“). Übernimmt der Staat die Münzen, soll der Finder über den Materialwert hinaus entschädigt werden. Unterschlägt der Finder die Münzen, so sollen sie beschlagnahmt werden, ohne dass er eine Entschädigung erhält, derjenige, der ihn angezeigt hat, aber soll ein Drittel des Werts der Münzen erhalten.
7. Gold- oder Silberschmiede, denen Medaillen eingeliefert werden, sollen sie der Obrigkeit anzeigen und sie nicht einschmelzen.
8. Anweisung an die Beamten und Pfarrer, darauf zu achten, dass die Verordnung auch umgesetzt wird.

Es folgt die Schlussformel.

## Geschichte
Vorbild für die Verordnung, die Erhaltung der im Lande befindlichen Monumente und Alterthümer betreffend war in weiten Teilen eine „Ausschreibung“ (Rundschreiben) des Markgrafen Karl Alexander von Brandenburg-Ansbach vom 10. April 1780, die wiederum auf einem gedruckten Ausschreiben vom 4. Juli 1771 beruhte.
Neuere Forschungen zur Genese der Verordnung führten zutage, dass sogar ein Druckstück der Bayreuther Vorlage in den Kasseler Akten zur Vorbereitung der neuen Regelung in Hessen-Kassel gelegen hat. Denn die Verordnung ergänzte die Vorlage durch eine Spezialbestimmung über Münzfunde. Die sieben Beamten, die die Bayreuther Verordnung an das hessen-kasselsche Landesrecht anpassten, waren zuvor mit den Rechtsfragen eines am 29. Juli 1780 in Niederhone (heute Stadtteil zu Eschwege) gehobenen Schatzes von Gold- und Silbermünzen aus dem Dreißigjährigen Krieg (verborgen ab 1632) befasst. Sie führten mit dem Grundsatz der Belohnung für Fundmeldungen, welche der Quellensicherung dienten, und der Abkehr von den Vorstellungen eines landesherrlichen Aneingnungungsrecht für solche Funde (sog. Schatzregal) eine bahnbrechende Neuerung im Denkmalrecht ein.
In der Veröffentlichung von 1792 der Verordnung, die Erhaltung der im Lande befindlichen Monumente und Alterthümer betreffend, wird in der Überschrift der 22. Dezember 1779, als Ausfertigungsdatum aber der 22. Dezember 1780 genannt. Das hat zu Diskussionen geführt. Mit guten Gründen nimmt Dolff-Bonekämper an, dass die Jahreszahl 1779 ein redaktionelles Versehen ist das sich aber zäh bis in die neuere Literatur gehalten hat.
Die Verordnung wurde 1838 neu publiziert und durch eine Verordnung zum Schutz gegen Frevel an öffentlichen Kunstwerken und Denkmälern vom 30. Dezember 1826 ergänzt, die auch Strafbestimmungen enthielt. Dabei wurde im gesamten Text der Begriff „Monument“ – der offensichtlich als veraltet empfunden wurde – durch den Begriff „Denkmal“ ersetzt. Nach der Annexion des Kurfürstentums Hessen durch das Königreich Preußen wurde die Verordnung, die Erhaltung der im Lande befindlichen Denkmäler und Altertümer betreffend nicht mehr angewandt, blieb aber formal in Kraft und wurde erst durch das Rechtsbereinigungsgesetz des Landes Hessen von 1962 für die Teile des ehemaligen Kurhessen aufgehoben, die nun zu diesem Bundesland gehörten.

### Veröffentlichungen
- Sammlung fürstlich-hessischer Landes-Ordnungen und Ausschreibungen 6. Teil: 1760–1785. Kassel o. J. [1792], S. 1015. (Diese Fassung weicht in der Präambel vom ursprünglichen Ausschreiben ab).
- Neue Sammlung der Landes-Ordnungen, Ausschreiben und anderer allgemeinder Verfügungen, welche bis zum Ende des Oktobers 1806 für die älteren Gebietsteile Kurhessens ergangen sind. 3. Bd.: 1749 bis 1785 einschließlich. Kassel 1838, S. 504.
- Hans Hingst: Denkmalschutz und Denkmalpflege in Deutschland. (= Badische Fundberichte. Sonderheft 7). Freiburg i. Br. 1964, S. 121 [Auszug].
- Dolff-Bonekämper (siehe: Sekundärliteratur), Anhang 5a = Reproduktion der Veröffentlichung aus Sammlung fürstlich-hessischer Landes-Ordnungen.

### Sekundärliteratur
- Gabriele Dolff-Bonekämper: Die Entdeckung des Mittelalters. Studien zur Geschichte der Denkmalerfassung und des Denkmalschutzes in Hessen-Kassel bzw. Kurhessen im 18. und 19. Jahrhundert. Hessische Historische Kommission Darmstadt / Historische Kommission für Hessen, Marburg 1985, ISBN 3-88443-149-8. (Dissertation, Marburg 1984).
- Niklot Klüßendorf: Der Münzschatz von Niederhone und die hessen-kasselsche Denkmalpflegeverordnung von 1780. (= Untersuchungen und Materialien zur Verfassungs- und Landesgeschichte. Bd. 10). Hessisches Landesamt für geschichtliche Landeskunde, Marburg 1987, ISBN 3-7708-0870-3.
- Angelika Nold, Gerhard Seib: Anmerkungen zur Hessen-Kasselischen Denkmalschutzverordnung vom 22. Dezember 1780. In: Hessische Heimat. (= Sonderheft: Denkmalpflege in Hessen). NF 1, 1975, S. 3–6.
- Jan Nikolaus Viebrock: Hessisches Denkmalschutzrecht. (= Kommunale Schriften für Hessen). 3. Auflage. W. Kohlhammer Verlag, Stuttgart 2007, ISBN 978-3-555-40310-6.
- Hans Vogel: Eine landesfürstliche Verordnung aus der Frühzeit der Denkmalpflege. In: Deutsche Kunst und Denkmalpflege. Band 20, 1964, S. 57f.